# 그로세 샤이덱
그로세 샤이덱(독일어: Grosse Scheidegg)은 스위스 베른 알프스에 있는 고개이다. 이 고개는 1,962m의 해발 고도에서 슈바르츠호른과 베터호른 산맥 사이를 가로지른다.
이 고개는 해발 595m의 마이링엔 마을과 해발 1,034m의 그린델발트 마을을 연결하는 도로를 통과한다. 도로는 대부분 차량이 통행할 수 없지만, 그린델발트에서 고개 정상까지 포스트버스 운행편이 운행되며, 일부 버스는 마이링엔까지 이어진다. 버스 서비스는 5월과 10월 사이에 운영되며, 연중 시간과 노선 구간에 따라 하루에 4~10대의 버스가 운행된다. 고개 위의 하이킹은 인기가 많으며 자르간스와 몽트뢰 사이의 크로스 컨트리 알파인 패스 루트의 일부를 형성한다.
마이링엔 쪽에서 고개에 대한 접근은 라이헨바흐 폭포 위의 라이헨바흐 시냇가 계곡을 통과하며 셜록 홈즈와 모리아티 교수 사이의 마지막 싸움의 장소로 가장 잘 알려져 있다. 폭포는 통과 도로에서 방문하거나 계곡 바닥에서 라이헨바흐폭포 삭도(Reichenbachfall Funicular)를 이용하여 방문할 수 있다.
레스토랑 겸 호텔인 베르크호텔은 그로세 샤이덱의 정상에 위치해 있다.
철도가 개통되고 이 지역에 관광이 들어오기 전에 그로세 샤이덱은 지역 가축과 낙농가가 그림젤 고개를 통해 이탈리아로 가는 중요한 수출 경로를 제공했다. 철도의 시대가 도래하면서 교역로로서 역할의 중요성은 사라졌고, 인근 지역인 클라이네 샤이덱이 달성한 관광객 수준에는 도달하지 못했다.